# (4145) Максимова
(4145) Максимова (лат. Maximova) — типичный астероид главного пояса, открыт 29 сентября 1981 года советским астрономом Людмилой Журавлёвой в Крымской астрофизической обсерватории и 19 октября 1994 года назван в честь советской и российской артистки балета Екатерины Максимовой.

## Обнаружение и именование
(4145) Максимова
Открыт 29 сентября 1981 года в Научном Л. В. Журавлёвой.
Назван в честь замечательной русской балерины Екатерины Сергеевны Максимовой (1939— ).
Оригинальный текст (англ.)4145 Maximova
Discovered 1981-09-29 by Zhuravleva, L. V. at Nauchnyj.
Named in honor of the wonderful Russian ballet-dancer Ekaterina Sergeevna Maximova (1939— ).
Источники: DISCOVERY.DB; M.P.C. 24121.

## Орбита

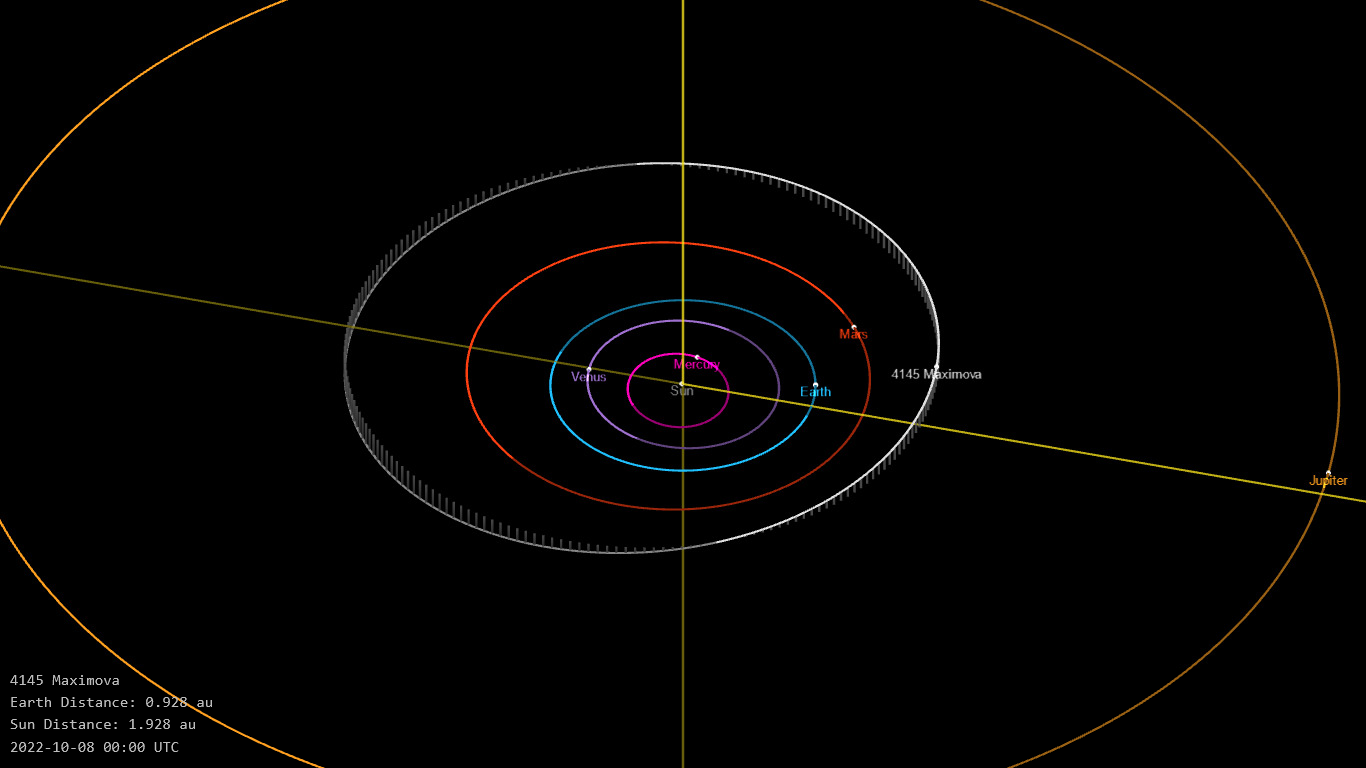
Орбита астероида Максимова и его положение в Солнечной системе

## Физические характеристики
Из наблюдений системы Asteroid Terrestrial-impact Last Alert System следует, что астероид относится к таксономическому классу S.
По результатам наблюдений в видимом и ближнем инфракрасном диапазоне космического телескопа NEOWISE диаметр астероида оценивался равным 5,266±0,154 км и 4,71±0,81 км. Согласно тем же источникам альбедо оценивается как 0,3049±0,0556, 0,29±0,12 и 0,305±0,056.